# صیقل‌کاری با پلاستیسیته کم
صیقل کاری با پلاستیسیته کم (به انگلیسی: Low plasticity burnishing) (LPB) روشی برای بهسازی فلز است که تنش‌های پسماندِ فشاریِ سطحیِ عمیق و پایدار را با کمی کار سرد برای بهبود تحمل آسیب و افزایش عمر خستگی فلز، فراهم می‌کند. بهبود عملکرد دربرابر خستگی فرسایش و خوردگی تنشی، حتی در دماهای بالا که فشرده سازی ناشی از سایر فرآیندهای بهبود فلز کاهش می یابد، برای این فرآیند ثبت شده است.  همچنین نشان داده شده است که لایه عمیق حاصل از تنش پسماند فشاری، عملکرد تحت خستگی پُر چرخه  (HCF) و خستگی کم چرخه (LCF) را بهبود می‌بخشد.

## تاریخچه
بر خلاف LPB، ابزارهای صیقل کاری سنتی شامل یک چرخ سخت یا توپ روغن کاری شده ثابت هستند که  با نیروی کافی به سطح یک قطعه کار نامتقارن فشار داده شده تا شکل لایه‌های سطحی را تغییر دهند(معمولاً در ماشین تراش).  این فرآیند  معمولاً تحت بار فزاینده (برای بهبود پرداخت سطح و سرد کردن عمدی سطح)، چندین بار از روی قطعات کار عبور می‌کند. صیقل کاری بوسیله غلتک وتوپ در روسیه و ژاپن مورد مطالعه قرار گرفته است و در دهه 1970 در اتحاد جماهیر شوروی به طور گسترده مورد استفاده قرار گرفت. روش های مختلف براق کردن، به ویژه در اروپای شرقی، برای بهبود عمر خستگی استفاده می شود. بهبود در HCF، خستگی ناشی از خوردگی ، SCC  و همچنین افزایش استحکام خستگی که به بهبود پرداخت، توسعه یک لایه سطحی فشاری، و افزایش استحکام تسلیم سطح کار سرد،نسبت داده شده، ثبت شده است.
LPB توسط شرکت Lambda Technologies در سینسیناتی، اوهایو در سال 1996 توسعه و ثبت شد. از آن زمان، LPB برای ایجاد فشرده‌سازی در طیف گسترده‌ای از مواد برای کاهش آسیب‌های سطحی، از جمله سوهانش، حفره‌های خوردگی ، ترک خوردگی ناشی از تنش (SCC) و آسیب جسم خارجی (FOD) توسعه یافته است و برای کمک در عملیات تعمیر و نگه داری (MRO)  استفاده می‌شود.  تا به امروز، LPB تنها روش بهسازی فلز است که تحت سیستم  کنترل فرآیند حلقه بسته پیوسته، اعمال می‌شود و با موفقیت در موتورهای توربین، موتورهای پیستونی، پروانه‌ها، ظروف زباله‌های هسته‌ای، ایمپلنت‌های زیست پزشکی، تسلیحات، تجهیزات تناسب اندام و اتصالات جوش داده شده، استفاده شده است. این کاربردها شامل اجزای مبتنی بر تیتانیوم، آهن، نیکل و فولاد بود و تحمل آسیب بهبود یافته و همچنین عملکرد تحت خستگی پر چرخه و کم چرخه را با مرتبه بزرگی نشان داد.

## روش کار
ابزار اصلی LPB یک توپ، چرخ یا نوک مشابه است که در یک یاتاقان هیدرواستاتیک کروی پشتیبانی می شود. بسته به کاربرد، ابزار را می توان در هر دستگاه  CNC یا ربات های صنعتی نگه داشت. ابزار خنک کننده ماشین برای تحت فشار قرار دادن بلبرینگ با جریان مداوم سیال برای پشتیبانی از توپ استفاده می شود. توپ حتی تحت بار یاتاقان تماس پیدا نمی کند. توپ  بر روی سطح یک جزء با یک سیلندر هیدرولیک که در بدنه ابزار قرار دارد تحت بارگذاری عمودی قرار می گیرد. LPB را می توان در ارتباط با عملیات ماشینکاری شکل دهی تراشه در همان ابزار ماشینکاری CNC انجام داد.
مانند هر عملیات ماشینکاری، توپ بر روی سطح یک جزء در الگوی تعریف شده در کد CNC غلت می‌زند. مسیر ابزار و فشار نرمال اعمال شده، برای ایجاد توزیع تنش پسماند فشاری طراحی شده است. فرم توزیع، برای مقابله با تنش های اعمال شده و بهینه سازی عملکرد خستگی ناشی از خوردگی و تنش طراحی شده است. از آنجایی که هیچ برشی روی توپ اعمال نمی شود، می تواند در هر جهتی بغلتد. هنگامی که توپ بر روی قطعه می غلتد، فشار حاصل از توپ باعث ایجاد تغییر شکل پلاستیک در سطح ماده زیر توپ می شود. از آنجایی که بخش عمده مواد، ناحیه تغییر شکل یافته را محدود می کند، ناحیه تغییر شکل یافته پس از عبور توپ تحت فشار قرار می گیرد.

## مزایا
فرآیند LPB شامل یک روش منحصر به فرد و ثبت شده برای تجزیه و تحلیل، طراحی، و آزمایش اجزای فلزی به منظور توسعه درمان منحصر به فرد فلز است که برای بهبود عملکرد و کاهش خستگی فلز، SCC، و خرابی های خستگی ناشی از خوردگی، لازم می باشد. لامبدا فرآیند و ابزار را برای هر جزء اصلاح می کند تا بهترین نتایج ممکن را ارائه دهد و اطمینان حاصل کند که دستگاه به هر اینچ از قطعه می رسد. با این تمرین سفارشی سازی همراه با سیستم کنترل فرآیند حلقه بسته، نشان داده شده است که LPB حداکثر فشرده سازی 12 میلی متر را ایجاد می کند، اگرچه میانگین آن حدود 1-7 + میلی متر است. حتی نشان داده شده است که LPB توانایی ایجاد فشرده سازی از طریق ضخامت در تیغه ها و پره ها را دارد و تحمل آسیب آنها را تا  10 برابر افزایش می دهد و به طور موثر نیازهای بازرسی را کاهش می دهد. هیچ ماده ای در طول این فرآیند، حتی در هنگام اصلاح آسیب خوردگی  حذف نمی شود. LPB ناهمواری‌های سطحی را در حین ماشین‌کاری صاف می‌کند و سطحی بهبود یافته و تقریباً آینه‌مانند به جای می‌گذارد که ظاهری بسیار بهتر و محافظت‌شده تر از حتی یک قطعه جدید تولید شده دارد.

## کار سرد
کار سرد حاصل از این فرآیند معمولاً حداقل است و مشابه کار سرد حاصل از سختکاری لیزری ، تنها چند درصد می باشد و در مقایسه با  ساچمه زنی بسیار کمتر است . کار سرد از اهمیت ویژه ای برخوردار است زیرا هر چه کار سرد در سطح یک جزء بیشتر باشد، آن قطعه، از دماهای بالا و اضافه بار مکانیکی آسیب پذیرتر  خواهد بود و فشرده سازی باقیمانده سطح مفید راحت تر می شودببه عبارت دیگر، قطعه ای که به شدت سرد کار شده است، در صورت تماس با گرمای شدید، مانند موتور، فشرده سازی را حفظ نمی کند و به همان اندازه آسیب پذیر خواهد بود که هنگام راه اندازی بود. بنابراین، LPB و لایه برداری لیزری در صنعت بهبودسازی سطح برجسته هستند زیرا هر دو از نظر حرارتی در دماهای بالا پایدار هستند. دلیل اینکه LPB چنین درصد پایینی از کار سرد را تولید می کند، فرآیند کنترل حلقه بسته فوق الذکر است. فرآیندهای مرسوم شات پینینگ دارای حدس و گمان هستند و اصلا دقیق نیستند و باعث می شوند که این روش چندین بار روی یک جزء انجام شود. به عنوان مثال، ساچمه زنی، به منظور اطمینان از بهبود هر نقطه روی قطعه، معمولاً پوششی بین 200٪ (2T) تا 400٪ (4T) را مشخص می کند. این بدان معنی است که در پوشش 200٪ (2T)، 5 ضربه یا بیشتر در 84٪ مکان ها رخ می دهد و این مورد در پوشش 400٪ (4T)، به طور قابل توجهی بیشتر است. مشکل این است که یک ناحیه چندین بار ضربه می خورد در حالی که به ناحیه کناری آن ضربه های کمتری را وارد می شود و فشار ناهمواری در سطح باقی می ماند. همانطور که در بالا ذکر شد، این فشرده سازی ناهموار منجر به این می شود که کل فرآیند به راحتی "لغو" شود. LPB تنها به یک گذر با ابزار نیاز دارد و یک تنش فشاری عمیق، یکنواخت و مفید ایجاد می کند.
فرآیند LPB را می توان به صورت در محل در فروشگاه یا در هواپیما با استفاده از روبات ها انجام داد، که باعث می شود به راحتی در فرآیندهای نگهداری و تولید روزمره گنجانده شود. این روش تحت فرایند کنترل حلقه بسته پیوسته (CLPC) اعمال می‌شود و دقتی در  حدود 0.1% ایجاد می‌کند و در صورت تجاوز از محدوده‌های پردازش، بلافاصله به اپراتور و QA هشدار می‌دهد. محدودیت این فرآیند این است که مانند هر ماشین کاری دیگری، باید کدهای پردازش CNC متفاوتی برای هر برنامه کاربردی ایجاد شود. مسئله دیگر این است که به دلیل محدودیت‌های ابعادی، احتمال دارد ایجاد ابزارهای لازم برای کار بر روی هندسه‌های خاص، ممکن نباشد، اگرچه هنوز مشکلی ایجاد نشده است.